# 北苑街道 (宜昌市)
北苑街道是中华人民共和国湖北省宜昌市西陵区下辖的一个街道办事处。
2012年11月1日，宜昌市人民政府批复同意撤销东苑、南苑和北苑管理区，对应设立东苑、南苑和北苑街道办事处。三个街道办事处作为西陵区政府的派出机关，委托宜昌高新技术产业开发区管委会管理，行使社会管理职能。

## 行政区划
北苑街道下辖以下村级行政区划单位：
东山花园社区、城东社区、北苑桥社区、厦门路社区和张家村。